# Schrozberg
Schrozberg – miasto w Niemczech, w kraju związkowym Badenia-Wirtembergia, w rejencji Stuttgart, w regionie Heilbronn-Franken, w powiecie Schwäbisch Hall. Leży nad rzeką Vorbach, ok. 33 km na północny wschód od Schwäbisch Hall, przy linii kolejowej Crailsheim–Lauda-Königshofen.